# Gustav Rau (Hippologe)

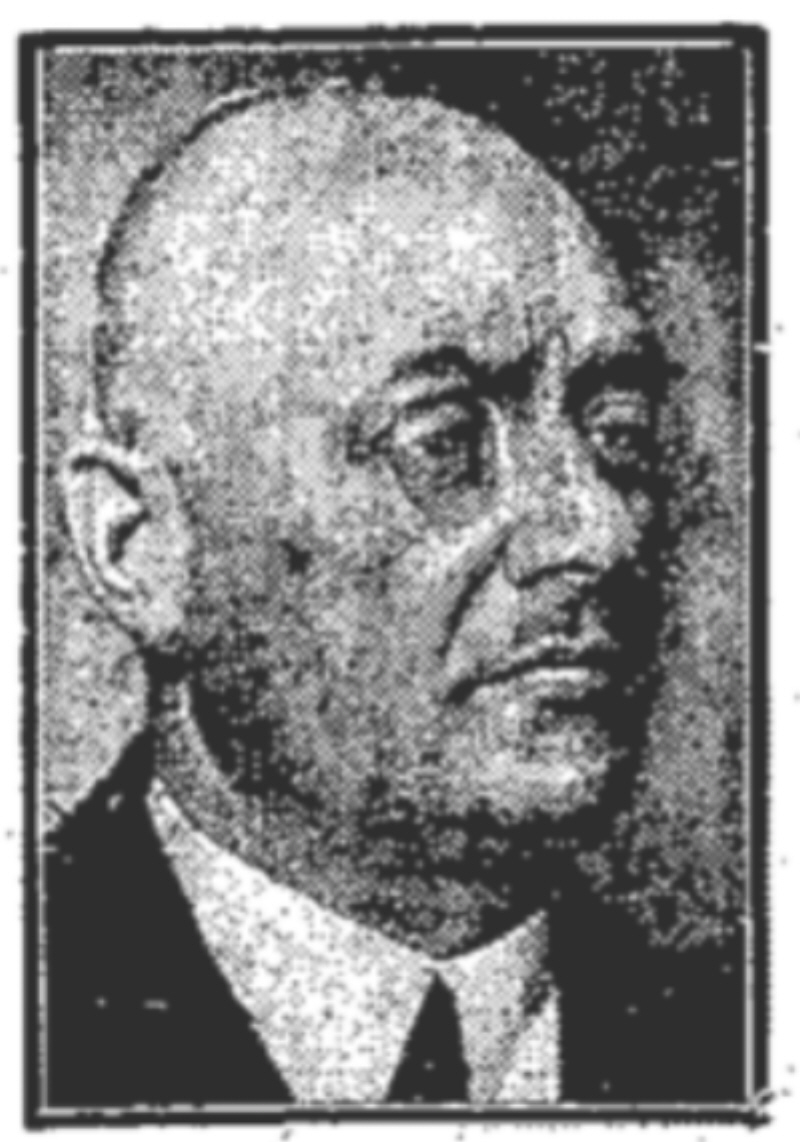
Gustav Rau

Gustav Rau (* 28. Februar 1880 in Paris; † 5. Dezember 1954 in Warendorf; Pseudonym: Gustav Kannstadt) gilt als einer der bedeutendsten deutschen Hippologen des 20. Jahrhunderts.

## Biographie
Rau wurde als Sohn eines württembergischen Offiziers in Frankreich geboren. Ab 1901 war er als Redakteur der Berliner „Sport-Welt“ tätig und wurde in den folgenden Jahren durch zahlreiche hippologische Schriften bekannt. Im Verlaufe der Olympischen Spiele 1912 wurde erstmals ein olympischer Reiter-Wettbewerb ausgetragen. Als die drückende Überlegenheit der ausländischen Reiter deutlich wurde, schlug die Stunde des jungen Rau. Als Mitglied der Preußischen Pferdezucht-Kommission trug er dem Gremium seine Ideen vor und wurde dadurch 1913 zum Generalsekretär des unter dem Protektorat des Kronprinzen in Gründung befindlichen Deutschen Olympiade-Komitees für Reiterei (DOKR) berufen.
Im Ersten Weltkrieg diente er als Ulan.

## Warmblut-Zucht
1919 schien die deutsche Warmblutzucht vor dem Aus zu stehen. Infolge des verlorenen Krieges hatten die deutschen Züchter ihren größten Absatzmarkt verloren.  Die Reichswehr wurde von 800.000 auf 100.000 verkleinert und motorisiert. Insbesondere die Kavallerie- und Artillerie-Regimenter des Heeres benötigten weniger Pferde. Es wurden nur noch rund 10 % Jungpferde (Remonten) gekauft. Rau trug im preußischen Landwirtschaftsministerium ein Programm mit neuen Anreizen für Züchter vor. Es wurden zahlreiche ländliche Reit- und Fahrvereine gegründet.
1924 wurde auf Initiative Raus die „Vereinigung der ländlichen Reit- und Fahrvereine Deutschlands“ gegründet. Ziel war die Zucht des perfekten Militärpferds und die Ausbildung von perfekten Militärreitern. Gustav Rau wusste aus eigener Anschauung, dass im Ersten Weltkrieg viele Soldaten durch fehlende Ausbildung ihre Pferde unnötig und frühzeitig verschlissen hatten. Die Aufmerksamkeit der züchtenden Bauern wurde mehr auf die Sporteignung ihrer Pferde gelenkt, wobei „gemischtstämmige Bauern“ laut Rau nicht zur Elite der Pferdezüchter zählten. Der Begriff der „Reinrassigkeit“ aus der Pferdezucht wurde hiermit direkt auf die Pferdezüchter übertragen. Dieses Programm verhalf in den folgenden Jahren dem Pferdesport zu einem großen Aufschwung.

## Kritik an Dressurreiten
Rau setzte sich in seinen Schriften durchaus kritisch mit dem Dressurreiten auseinander. Seine Äußerungen dazu u. a.in „Altgold“, bereits 1921 erstmals erschienen, sind auch heute noch aktuell. 1921 gab es noch keine Diskussionen um die sogenannte Rollkur, dennoch hat sich Rau bereits mit falsch verstandenem Vorwärts-Abwärts beschäftigt.

„Er ritt mich zu. Das heißt, die Menschen bringen das Pferd in die Stellung, in der sie glauben, es am sichersten und leichtesten beherrschen zu können. Seit sie reiten, ersinnen sie Reitsysteme, unter denen wir leiden müssen und von denen einige "Leidsysteme" heißen müßten.“

„Denn die wahre Reitkunst ist einfach und natürlich. Sie wird nur weitläufig und verworren für die vielen, denen der göttliche Funke für den Begriff des Einfachen fehlt. Um mich herum sah ich die Leiden anderer Pferde, die von ungeschickten Reitern den verschiedenen Reitsystemen geopfert wurden. Die meisten Reiter fühlen nicht, was richtig und was falsch ist. Sie suchen mit aller Verbissenheit und allen Mitteln ein bestimmtes äußeres Bild, das als Ergebnis der Anwendung ihres Systems gilt, zu erreichen. Viele Pferde mußten mit heruntergezogenem, heruntergefallenem Kopf auf der Brust, mit hoher Hinterhand über die Vorhand rollend, gehen, mit dem dadurch widernatürlich gespannten Rücken, beständig einen Katzenbuckel machend, anstatt die Rückenmuskulatur im Tempo des Ganges auf und ab federn zu lassen. Man hindert viele Pferde mit Gewalt an einem vernünftigen Gebrauch ihres Baues und ihrer Glieder.“

## Nationalsozialismus
Rau war einer der führenden Köpfe des nationalsozialistischen Pferdesportes. 1933 wurde er Ministerialdirektor im Landwirtschaftsministerium. Im gleichen Jahr wurde er von Hermann Göring zum Oberlandstallmeister der Preußischen Gestütsverwaltung berufen, musste aber bereits ein Jahr später wieder zurücktreten. Allerdings wurde ihm stattdessen die Organisation der Olympischen Reiterspiele 1936 in Berlin übertragen. Im Zuge der sog. Machtübernahme zeigte sich Rau äußerst anpassungsfähig an die neuen politischen und gesellschaftlichen Rahmenbedingungen und befürwortete die Einführung des sog. Führerprinzips in Pferdesport und -zucht.
Von 1939 bis 1945 war Rau Oberstintendant und Beauftragter für Pferdezucht und Gestütswesen im von der Wehrmacht besetzten Generalgouvernement Polen. Nach Susanne Hennig wurde Gustav Rau unmittelbar nach Kriegsbeginn vom Oberkommando des Heeres aufgefordert, die stark geschädigte polnische Pferdezucht wieder aufzubauen. Rau habe das polnische Gestütswesen reorganisiert und es geschafft, die polnische Pferdezucht mit ihren 14 Landgestüten in weniger als fünf Jahren „zu neuer Blüte zu führen.“ Die Frankfurter Rundschau merkt hierzu an, dass es in unmittelbarer Nähe des Vernichtungslagers Auschwitz ein SS-Gestüt gegeben hat, in welchem Rau zusammen mit Hermann Fegelein (Schwager von Hitler) und Heinrich Himmler eine Holsteinerzucht forciert habe.

## Nachkriegszeit
Nach dem Ende des Zweiten Weltkrieges nahm Rau die Tradition der ältesten Reitsportveranstaltung Deutschlands, das seit 1924 unter den 20 besten deutschen Reitvereinen ausgetragen wurde, wieder auf. Rau initiierte einen Bundeswettkampf der ländlichen Reiter, der im Rahmen des DLG-Turnieres in Frankfurt am Main ausgetragen wurde, ganz in der Tradition seiner Vorstellung, dass die Bauern die Basis für den Pferdesport darstellen.
Von 1946 bis 1950 leitete er das in Dillenburg gelegene Hessische Landgestüt. Gustav Rau erkannte als Leiter des Gestüts die Zeichen der Zeit nicht und hielt starr an der Zucht eines schweren Wirtschaftswarmbluts in Hessen fest. Selbst von Flüchtlingen mitgebrachte und als „Edles-Warmblut“ eingetragene Stuten wurden schweren Oldenburger Hengsten zur Bedeckung zugeführt.
Rau sorgte dafür, dass im Jahr 1950 das Deutsche Olympiade-Komitee für Reiterei in Warendorf angesiedelt wurde. Er war es auch, der den im Nationalsozialismus erfolgreichsten Reitern, die teilweise tief in die Verbrechen von Wehrmacht und SS und der Durchführung des Holocausts im Zweiten Weltkrieg involviert waren, zu einem bruchlosen Übergang in den Pferdesport der Nachkriegszeit verhalf.

## Ehrungen
- Gustav Rau ist der Namenspatron für zwei der höchsten Auszeichnungen der Deutschen Reiterlichen Vereinigung (FN): die Gustav-Rau-Plakette und die Gustav-Rau-Medaille zur Ehrung von besonderen Zuchtleistungen.
  - Abbildung der Gustav-Rau-Plakette in Bronze (1. Fassung bis 2009).
  - Abbildung der Gustav-Rau-Medaille in Bronze (2. Fassung seit 2009).
  - Abbildung der Gustav-Rau-Medaille in Silber (2. Fassung seit 2009).
  - Abbildung der Gustav-Rau-Medaille in Gold (2. Fassung seit 2009).
- In München (Alt-Riem) ist in der Nähe der Galopprennbahn Riem eine Straße nach ihm benannt, ebenso eine Allee in Warendorf, die u. a. zur Deutschen Reiterlichen Vereinigung und zum DOKR führt.